# زه کارلوس (بازیکن فوتبال، زاده ۱۹۵۵)
زه کارلوس (پرتغالی: Zé Carlos؛ زادهٔ ۲۹ آوریل ۱۹۵۵) بازیکن فوتبال اهل برزیل بود.
از باشگاه‌هایی که در آن بازی کرده‌است می‌توان به باشگاه فوتبال بوتافوگو اشاره کرد.
وی همچنین در تیم ملی فوتبال برزیل بازی کرده‌است.